# Boursinidia melanoleuca
Boursinidia melanoleuca är en fjärilsart som beskrevs av George Francis Hampson 1907. Boursinidia melanoleuca ingår i släktet Boursinidia och familjen nattflyn. Inga underarter finns listade i Catalogue of Life.